# Warburgiella kjelbergii
Warburgiella kjelbergii är en bladmossart som beskrevs av Hugh Neville Dixon 1934. Warburgiella kjelbergii ingår i släktet Warburgiella och familjen Sematophyllaceae. Inga underarter finns listade i Catalogue of Life.